# Il cielo in una stanza (Giorgia)
Il cielo in una stanza è una canzone di Giorgia, uscita sul mercato come CD singolo nell'estate 1999. In realtà, si tratta di un rifacimento di una celebre canzone scritta da Gino Paoli e interpretata originariamente da Mina.

## Informazioni sulla canzone
Giorgia ha ripreso questa famosa canzone del 1960 scritta da Gino Paoli, e l'ha reinterpretata e riarrangiata in versione pop e orecchiabile, con l'aggiunta di un pezzo rappato dopo il primo ritornello. La canzone è stata utilizzata da Carlo Vanzina per l'omonimo film.

## Tracce
1. Il cielo in una stanza
2. Como sabré
3. Ho voglia di ricominciare (live)

Nel CD singolo sono incluse anche due altri canzoni: si tratta di Como sabré, versione spagnola di Come saprei (il pezzo che ha fatto vincere a Giorgia il Festival di Sanremo 1995), e di una versione dal vivo di Ho voglia di ricominciare (brano del cd Mangio troppa cioccolata).
L'uscita di questo pezzo, che ha avuto un buon successo tanto da essere inserito nella compilation del Festivalbar, ha anticipato anche l'album Girasole di Giorgia.